# Cserkészút
A cserkészutak hálózatának a vadászterületen az a fő célja, hogy a vadász és a vadgazda minél csendesebben, sötétben is biztonsággal mozoghasson a területen. A cserkészutakon haladva a vadat a legjobb lőtávolságra tudja belopni, kiválasztani és elejteni.
A jól kialakított cserkészút 80–120 cm szélességben a föld színéig megtisztított és a föld felett 2 méterig ágmentesített, könnyen járható gyalogút. Nyomvonalának kitűzéséhez figyelembe kell venni a terepi adottságokat, a különböző létesítmények elhelyezkedését, valamint a területen élő vadállomány mozgását, szokásait. Hasznos, ha a vadászterület minden vadászati és vadgazdálkodási berendezését érinti cserkészút, továbbá a vadföldeket, réteket és erdei tisztásokat meg lehet így közelíteni. Változatos domborzati viszonyok között a jó cserkelőút a rétegvonalak mentén vezet, enyhe emelkedővel, valamint a gerinceken is végigfut, mivel azok közelében a vad is szívesen elfekszik.
A cserkészút úgy a leghasznosabb, ha az erdőszéllel párhuzamosan halad, róla bizonyos távolságonként leágazó utacskák vezetnek ki az erdőből a tisztásokhoz, nyiladékokhoz vagy a szemközti oldalakra jó kilátást nyújtó pontokhoz.
A cserkészút elkészítéséhez szükséges eszközök a kapa és egy merev szálú vesszőseprű, esetleg fém lombseprű vagy gereblye. A belógó bokrok, ágak eltávolítására fűrész vagy metszőolló használatos. Az utak nem csak kézzel alakíthatók ki, hanem akár ló vontatta eszközökkel is. A cserkészút karbantartása a vadászév főbb időszakai (pl. bakvadászat, szarvasbőgés, dámbarcogás) előtt mindenképpen, ezenkívül pedig az őszi lombhullást, viharos-szeles időt, erős havazást követően is szükséges. A célzott karbantartási munkákon kívül a figyelmes vadgazda jártában-keltében az időközben benövő vagy az útra kerülő ágaktól és gallyaktól megtisztítja azt, folyamatosan fenntartva ezzel a cserkelőút kényelmes használhatóságát.
Bár nem kimondottan erre szolgálnak, de az erdei nyiladékok és utak szintén alkalmasak cserkelésre. Ezek gondozása és tisztán tartása így fontos, mert a cserkészutakat jól kiegészítik, a vadföldsávként hasznosított nyiladékok pedig a vadászat eredményességét is növelhetik.